# Modo mayor

Escala de do mayor ascendente y descendente.

El modo mayor es uno de los pilares fundamentales de la música tonal occidental. Se caracteriza por una secuencia específica de intervalos que le confiere una sonoridad alegre, luminosa y estable. En términos de estructura, el modo mayor se construye a partir de una escala diatónica que sigue un patrón de tonos y semitonos de manera particular. Este patrón se define por la disposición de los intervalos entre sus grados.
La característica más distintiva del modo mayor es la tercera mayor que separa el primer grado (la tónica) del tercer grado de la escala. Esta distancia de dos tonos completos (o cuatro semitonos) le da al modo mayor su carácter brillante y abierto. Por otro lado, entre el tercer y el quinto grado de la escala se encuentra una tercera menor, lo que contribuye a su equilibrio tonal.
En una escala musical mayor típica, los intervalos se disponen de la siguiente manera: tónica (primer grado), segunda mayor, tercera mayor, cuarta justa, quinta justa, sexta mayor, séptima mayor, y luego regresa a la tónica, formando la octava. El patrón de tonos y semitonos en una escala mayor es: tono, tono, semitono, tono, tono, tono, semitono. Este esquema se mantiene constante, independientemente de la tonalidad en la que se toque la escala.
El modo mayor ha sido utilizado de manera predominante en la música clásica, popular y contemporánea. Su sonoridad positiva lo hace ideal para expresar emociones como la alegría, la esperanza y la resolución. A lo largo de la historia de la música occidental, el modo mayor ha sido la base de innumerables obras y géneros, desde la música coral y sinfónica hasta las composiciones populares y las canciones populares modernas.
Además de su uso melódico, el modo mayor también tiene una función clave en la armonía y la estructura tonal. Las progresiones de acordes que se construyen sobre una escala mayor, como los acordes de tónica, subdominante y dominante, son esenciales para la creación de la tensión y resolución en la música tonal. De este modo, el modo mayor no solo define las melodías, sino que también forma la base sobre la cual se organizan los armonías en la música tonal.

## Construcción de la escala mayor

### Construcción de la escala mayor de la notado
Aquí observaremos los intervalos abarcados entre estas notas. Empezaremos analizando el intervalo que hay entre do y re: desde el do al do sostenido, hay un semitono, y del do sostenido al re, hay otro semitono. Dos semitonos conforman un tono entero.
De esta manera es posible analizar toda la escala mayor completa:
- do, re, mi, fa, sol, la, si, do
- tono, tono, semitono (entre el mi y el fa), tono, tono, tono y semitono (entre el si y el do).

O lo que es lo mismo:
- T T S T T T S (siendo T: tono; y S: semitono).[4]

Como se ve a continuación:

De la misma manera, para construir la escala mayor de re, se debe utilizar los mismos intervalos entre cada grado de la escala, variando las notas para que respeten esos intervalos:

### Construcción de la escala mayor defa
Es posible «construir» una escala mayor sobre cualquier nota, simplemente manteniendo la secuencia de tonos y semitonos. Por ejemplo, para hacer una escala mayor a partir de la nota fa, se comienza por la nota fa y se busca la nota siguiente:
- tono: fa a sol
- tono: sol a la
- semitono: la a si♭[5]
- tono: si♭ a do
- tono: do a re
- tono: re a mi
- semitono: mi a fa

La escala de fa mayor está conformada, por tanto, por las siguientes notas:
fa, sol, la, si♭, do, re, mi, fa.

## Armonía en el modo mayor
En el sistema tonal, generalmente se forman acordes  por terceras sobre cada grado del modo mayor. Dependiendo del grado por el que se empiece a construir el acorde, cada uno será mayor, menor o disminuido y tendrá una función específica.
- Partiendo sobre la tónica o primer grado, se formará un acorde mayor, conformado por la Tónica, la Tercera Mayor y la Quinta Justa. Este será el acorde principal donde se resolverán las tensiones.
- Sobre el segundo grado se formará un acorde menor, conformado por la Segunda Mayor, la  Cuarta Justa y la Sexta Mayor. Este acorde tendrá la función de sustitución de la subdominante o cuarto grado, generando una tensión menor a la de la dominante.
- Sobre el tercer grado se formará un acorde menor, conformado por la Tercera Mayor la Quinta Justa y la Séptima Mayor. Este acorde tendrá la función de sustitución de la dominante o quinto grado, generando la mayor tensión menor. Desde este acorde, generalmente se pasa al sexto grado, resolviendo la tensión generada.
- Sobre el cuarto grado se formará un acorde mayor conformado por la Tónica, la Cuarta Justa y la Sexta Mayor. El cual tendrá la función de subdominante, generando una tensión menor a la de la dominante.
- Sobre el quinto grado se formará un acorde conformado por la Segunda Mayor, la Quinta Justa y la Séptima Mayor. El cual tendrá la función de dominante, generando la mayor tensión. Desde este acorde o su sustitución, el séptimo grado, generalmente se pasa a la tónica, resolviendo la tensión generada.
- Sobre el sexto grado se formará un acorde menor conformado por la Tónica, la Tercera Mayor y la Sexta Mayor. El cual tendrá la función de sustitución de la tónica.
- Sobre el séptimo grado se formará un acorde disminuido conformado por la Segunda Mayor, la Cuarta Justa y la Séptima Mayor, el cual cumple la función de sustitución de la dominante. Este acorde generalmente se usa con la séptima disminuida, siendo este acorde un producto del intercambio modal con el modo menor, generando aún más tensión.

## Escala mayor artificial
La escala mayor artificial es una variación de la escala mayor o modo jónico y se diferencia en su VI grado de la escala mayor normal en que ese grado se encuentra disminuido un semitono.

### Estructura melódica
La estructura de una escala mayor artificial es la siguiente:
T T ST T ST T1/2 ST
Como podemos observar entre el V y VI grado de la escala se produce una segunda menor y entre el VI y VII una segunda aumentada. El semitono producido entre el quinto y sexto grado produce una mayor tendencia hacia la dominante o quinto grado de la escala.

### Estructura armónica
Al modificar una nota de la escala se producen cambios armónicos, como se nota aquí:
- I mayor
- II menor
- III menor
- IV menor
- V séptima
- VI aumentada
- VII disminuida

La reducción del sexto grado de la escala del modo mayor nos permite poder «tomar prestado» el II y el IV grado del modo paralelo menor.

### Ejemplos en algunas tonalidades
- Do mayor artificial

Notas: do, re, mi, fa, sol, la♭, si, do.
Acordes: do mayor, re disminuido, mi menor, fa menor, sol mayor, la♭ aumentado, si disminuido
- Sol mayor artificial

Notas: sol, la, si, do, re, mi♭, fa#, sol
Acordes: sol mayor, la disminuido, si menor, do menor, re mayor, mi♭ aumentado, fa# disminuido
- Re♭ mayor artificial

Notas: re♭, mi♭, fa, sol♭, la♭, si♭♭, do, re♭.
Acordes: re♭ mayor, mi♭ disminuido, fa menor, sol♭ menor, la♭ mayor, si♭♭ aumentado, do disminuido

### Modos relacionados
Dentro de las escalas diatónicas menores existen dos modos mayores, que corresponden al cuarto y quinto grado. El modo lidio es como la escala mayor pero su cuarta asciende un semitono, mientras que el modo mixolidio desciende su séptima.
- Jónico: corresponde al primer grado de la escala mayor, es decir es análoga a la escala mayor, su forma es: 1 2 3 4 5 6 7.
- Lidio: corresponde al cuarto grado de una escala mayor, su forma es: 1 2 3 ♯4 5 6 7.
- Mixolidio: corresponde al quinto grado de una escala mayor, su forma es: 1 2 3 4 5 6 ♭7.